# لويس كوينكا
لويس كوينكا (بالإسبانية: Luis Cuenca)‏ هو ممثل إسباني، ولد في 6 ديسمبر 1921 في إسبانيا، وتوفي في 21 يناير 2004 بمدريد في إسبانيا.

## وصلات خارجية
- لويس كوينكا على موقع IMDb (الإنجليزية)
- لويس كوينكا على موقع أول موفي (الإنجليزية)
- لويس كوينكا على موقع قاعدة بيانات الفيلم (الإنجليزية)